# Fresno de la Vega
Fresno de la Vega es un municipio y villa española de la provincia de León, en la comunidad autónoma de Castilla y León, concretamente en la ribera izquierda del río Esla. Cuenta con una población de 477 habitantes (INE 2024).
Los terrenos de Fresno de la Vega limitan con los de Cabreros del Río al norte, Cubillas de los Oteros al noreste, Morilla de los Oteros al este, Pajares de los Oteros al sureste, Cabañas y Valencia de Don Juan al sur, Villamañán al suroeste, Villacé al oeste y Benamariel al noroeste.
Posee una vega muy fértil y consecuencia de ello es el cultivo de todo tipo de hortalizas.

## Geografía
Municipios limítrofes
| Noroeste: Villamañán | Norte: Cabreros del Río y Cubillas de los Oteros | Noreste: Cubillas de los Oteros                      |
| Oeste: Villamañán    |                                                  | Este: Pajares de los Oteros y Cubillas de los Oteros |
| Suroeste Villamañán  | Sur: Valencia de Don Juan                        | Sureste: Pajares de los Oteros                       |

## Demografía

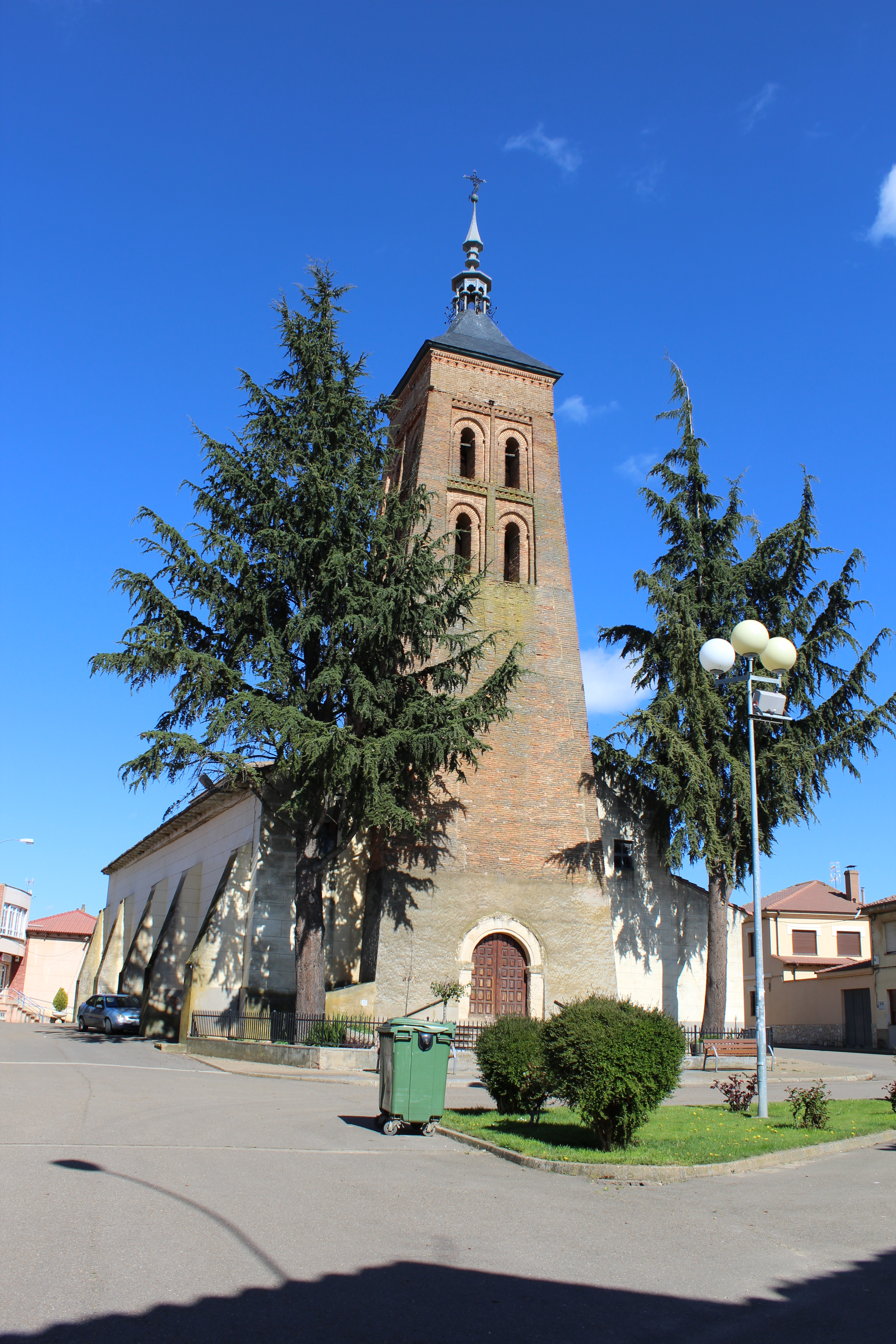
Iglesia

Cuenta con una población de 477 habitantes (INE 2024).
| Gráfica de evolución demográfica de Fresno de la Vega entre 1842 y 2021 |
| |
| Población de derecho según los censos de población del INE Población de hecho según los censos de población del INE Entre el censo de 1857 y el anterior disminuye el término del municipio porque independiza a Cabreros del Río, Campo de Villavidel y Cubillas de los Oteros |

## Gastronomía
Destaca el pimiento morrón. Todos los últimos domingos de septiembre se celebra la fiesta del Pimiento.